# El Tecolote
El Tecolote es una localidad del estado mexicano de Guanajuato. Es parte del municipio de Purísima del Rincón.

## Demografía
| Gráfica de evolución demográfica |
|                                  |

| Censo | Población |
| ----- | --------- |
| 1900  | 331       |
| 1910  | 370       |
| 1921  | 419       |
| 1930  | 539       |
| 1940  | 779       |
| 1950  | 577       |
| 1960  | 665       |
| 1970  | 1 088     |
| 1980  | 1 058     |
| 1990  | 1 343     |
| 2000  | 1 185     |
| 2010  | 1 411     |
| 2020  | 1 549     |